# Аурел Попович
Аурел Попович (рум. Aurel Popovici; 16 жовтня 1863, Лугож, Семигород — 9 лютого 1917, Женева, Швейцарія) — австро-угорський юрист та політик, за походженням румунізований серб. Разом з іншими інтелектуалами із Румунської народної партії підписав Трансильванський меморандум, звернений до керівництва імперії із закликом надати рівні права румунам та угорцям в Семигороді, а також припинити переслідування та спроби мадяризації.

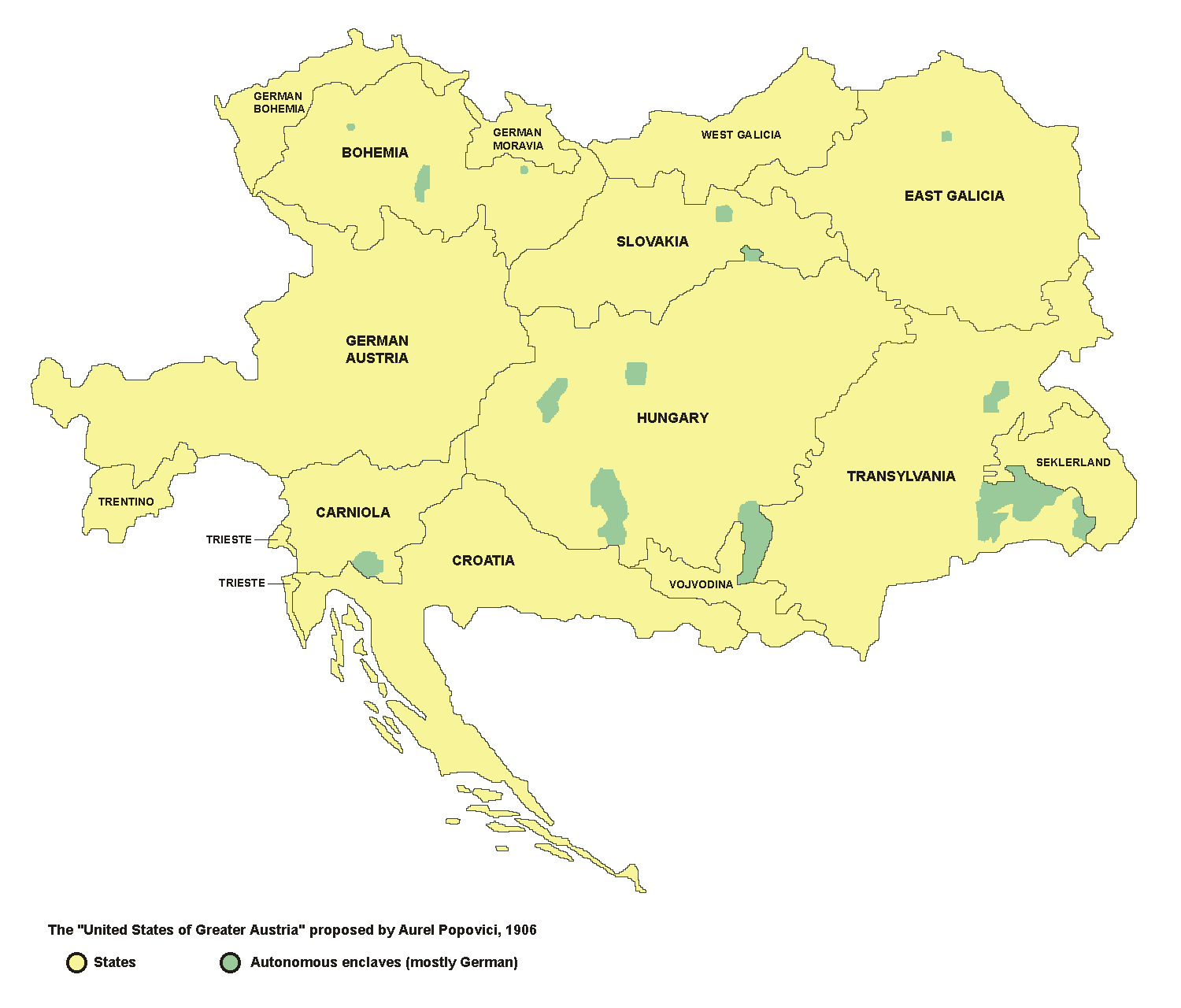
Мапа поділу Австро_Угорщини, яку запропонував Попович

1906 року Попович запропонував проект федералізації Австро-Угорщини, під назвою Сполучені Штати Великої Австрії